# Bah Oumarou Sanda
Bah Oumarou Sanda, né le 10 mai 1940 à Garoua, est un magistrat et diplomate camerounais. Il est ambassadeur du Cameroun au Tchad de février 2008 à février 2018. Il est membre du conseil constitutionnel depuis février 2018.

## Biographie

### Enfance et débuts
Bah Oumarou Sanda est né le 10 mai 1940 à Garoua dans la région du Nord . Il est diplômé de la section magistrature de l’École nationale d’administration et de magistrature (ENAM).

### Carrière
Bah Oumarou Sanda commence sa carrière de magistrat dès sa sortie de l'ENAM. Il travaille au sein de différentes juridictions du Cameroun notamment à Yaoundé, Douala, Bafoussam, Foumbot. Il est magistrat hors hiérarchie.
Il a également exercé la fonction de secrétaire général adjoint et de chargé des affaires administratives au sein de l'Assemblée nationale. Alors que son départ en retraite est prévu pour 2005, un arrêté présidentiel signé le 25 novembre 2005 prolonge la date de son départ en retraite au 11 mai 2007,
Le 22 février 2008, il est nommé ambassadeur à N'Djamena au Tchad par décret présidentiel. Il fait partie de la suite officielle du président de la République lors du Sommet extraordinaire des chefs d’État et de gouvernement de la CEMAC. Après 10 années passées au Tchad, il est rappelé au Cameroun en février 2018 et nommé membre du conseil Constitutionnel.